# Quốc lộ 30
Quốc lộ 30 là một tuyến giao thông đường bộ quốc gia của Việt Nam, nối liền hai tỉnh Tiền Giang và Đồng Tháp. Đây là tuyến giao thông huyết mạch chạy theo hướng Tây Bắc nối các trục giao thông chính và quan trọng như Quốc lộ 1, đường Hồ Chí Minh, Quốc lộ N1.
Tuyến Quốc lộ này có chiều dài 119,64 km chạy dọc theo bờ bắc sông Tiền, xuất phát từ ngã ba An Hữu (ngã ba An Thái Trung) tại nơi giao nhau với Quốc lộ 1, thuộc địa phận huyện Cái Bè, tỉnh Tiền Giang đi vào địa phận tỉnh Đồng Tháp, từ huyện Cao Lãnh, đến thành phố Cao Lãnh, sau đó đi qua các huyện Thanh Bình, Tam Nông, Hồng Ngự, và kết thúc tại cửa khẩu Dinh Bà, xã Tân Hộ Cơ, huyện Tân Hồng, nối kết với đường 102 của tỉnh Prey Veng thuộc địa phận Campuchia. Đoạn đi qua địa bàn tỉnh Đồng Tháp có chiều dài 111,633 km, có tất cả 49 cầu và cống.
Ngày nay, do nhu cầu phát triển và giao dịch của thành phố Cao Lãnh nên đoạn đường từ Cầu Đình Trung tới Cầu Kênh Cụt được đổi tên là đường Nguyễn Huệ và đường 30/4 (thuộc Phường 1, TP. Cao Lãnh).